# Parc Yuyuantan
Le parc Yuyuantan (chinois : 玉渊潭公园 ; pinyin : Yùyuāntán gōngyuán ; traduction : « parc du lac profond de jade ») est l'un des plus grands parcs publics de Pékin. Situé dans le district de Haidian, dans l'ouest de la ville, il couvre une superficie de 137 hectares.
Le principal lac dont le parc Yuyuantan tire son nom couvre près de la moitié de la surface du parc, avec 61 hectares : il est divisé en deux bassins, le lac oriental (chinois : 东湖 ; pinyin : dōng hú) et le lac occidental (chinois : 西湖 ; pinyin : xī hú), par le « pont de la digue du milieu » (chinois : 中堤桥 ; pinyin : zhōngdī qiáo).
Délimité à l'ouest par le troisième périphérique de Pékin et à l'est par la résidence d'État de Diaoyutai (chinois : 钓鱼台国宾馆 ; pinyin : Diàoyútái guóbīnguǎn) où sont reçus les dignitaires étrangers en visite à Pékin, le parc Yuyuantan est dominé par la tour centrale de radio-télédiffusion de Pékin. Au nord se situe l'hôpital général de la Marine (chinois : 海军总医院 ; pinyin : hǎijūn zǒngyīyuàn), et au sud le monument du millénaire de la Chine.
C'est un site de niveau 4A, soit le deuxième plus haut niveau dans la classification des sites touristiques établie par les autorités chinoises. Le droit d'entrée s'élève en 2021 à deux yuan.
Au printemps, le parc Yuyuantan est un lieu privilégié d'observation des cerisiers orientaux en fleur.

## Galerie

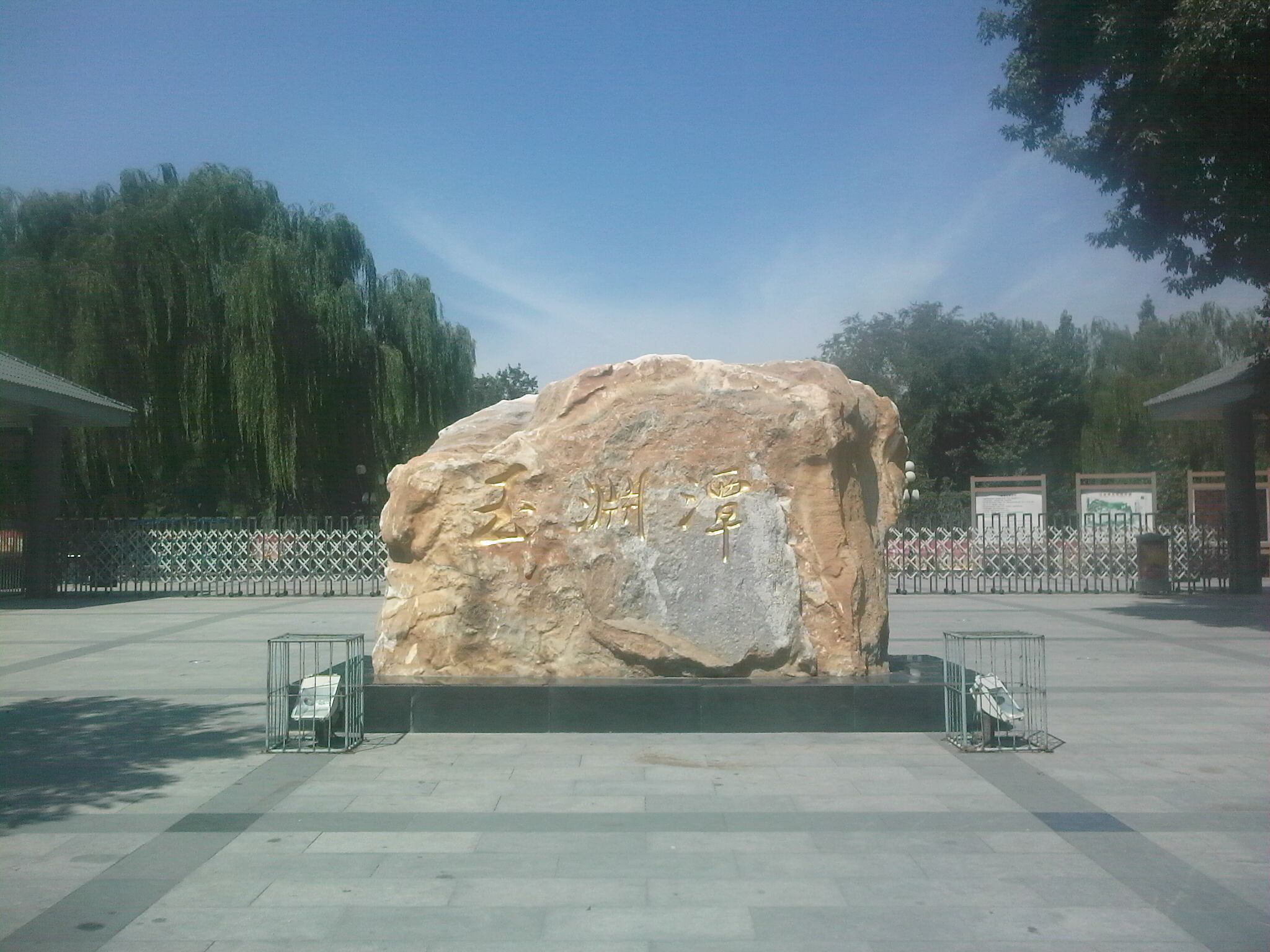
Inscription à l'entrée sud du parc (玉渊潭)
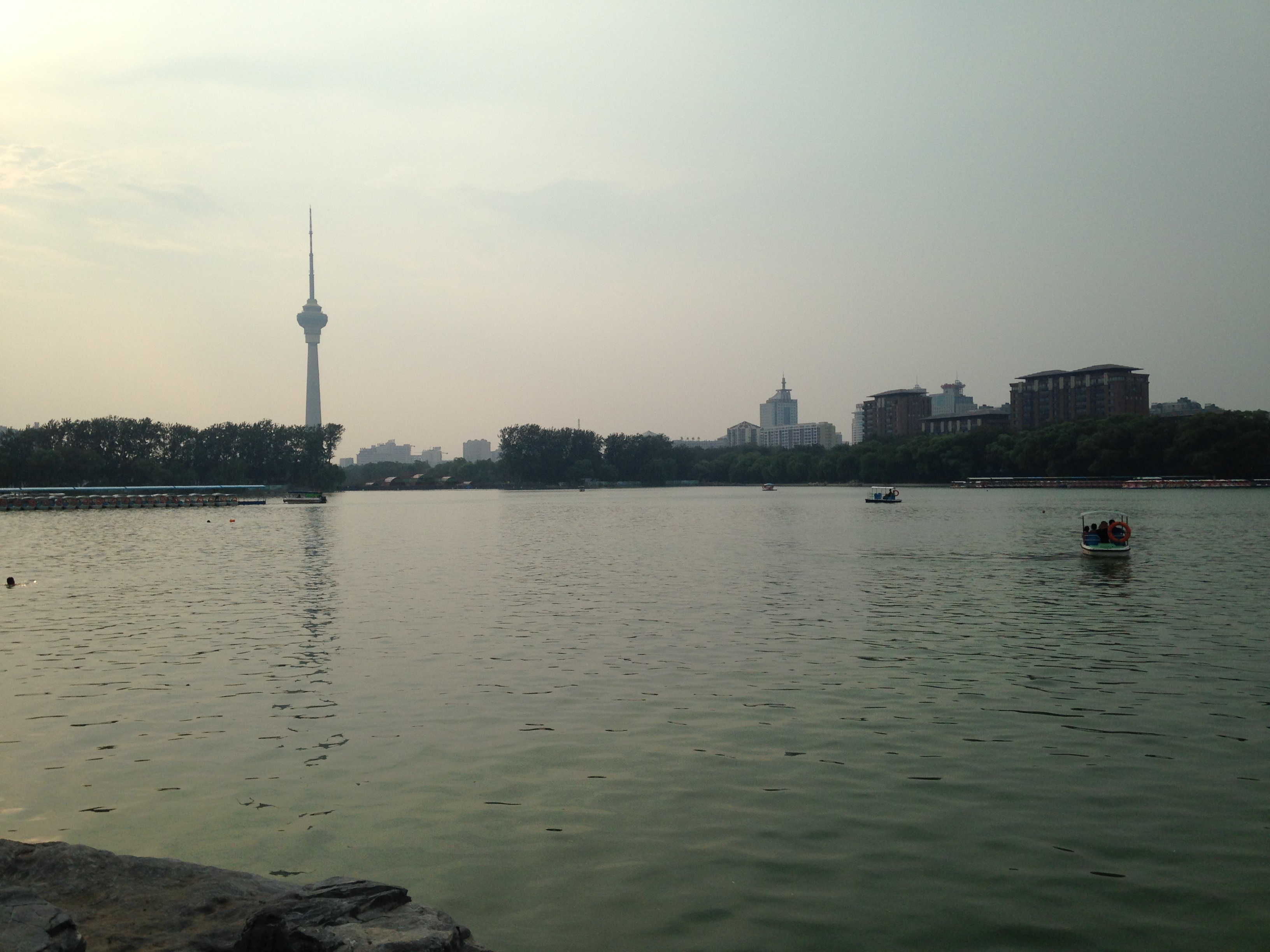
Le lac dominé par la tour centrale de radio-télédiffusion de Pékin
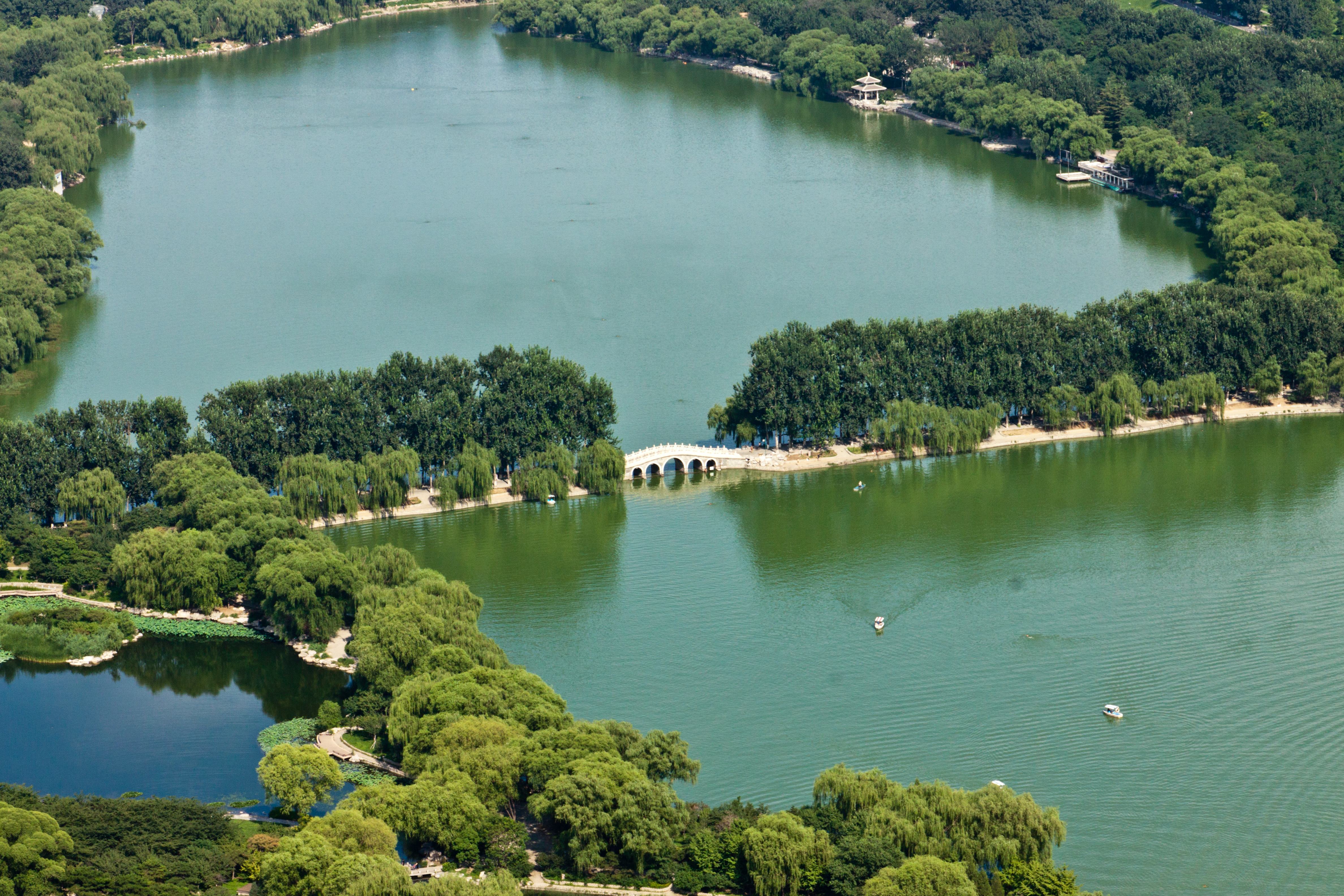
Le « pont de la digue du milieu » (chinois : 中堤桥 ; pinyin : zhōngdī qiáo) qui sépare le lac oriental (chinois : 东湖 ; pinyin : dōng hú) du lac occidental (chinois : 西湖)
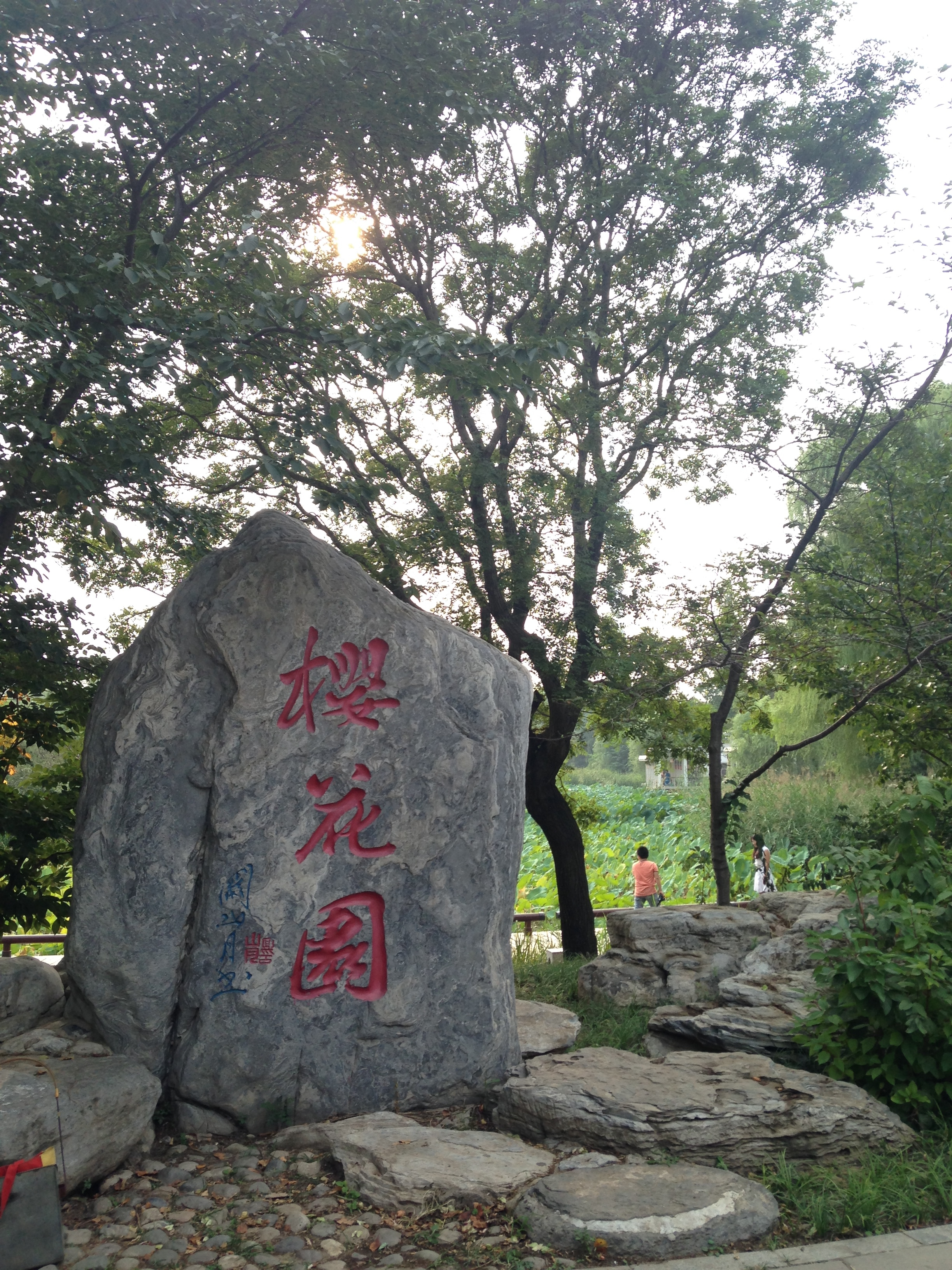
Inscription indiquant l'entrée dans le « jardin des cerisiers orientaux » (樱花园)
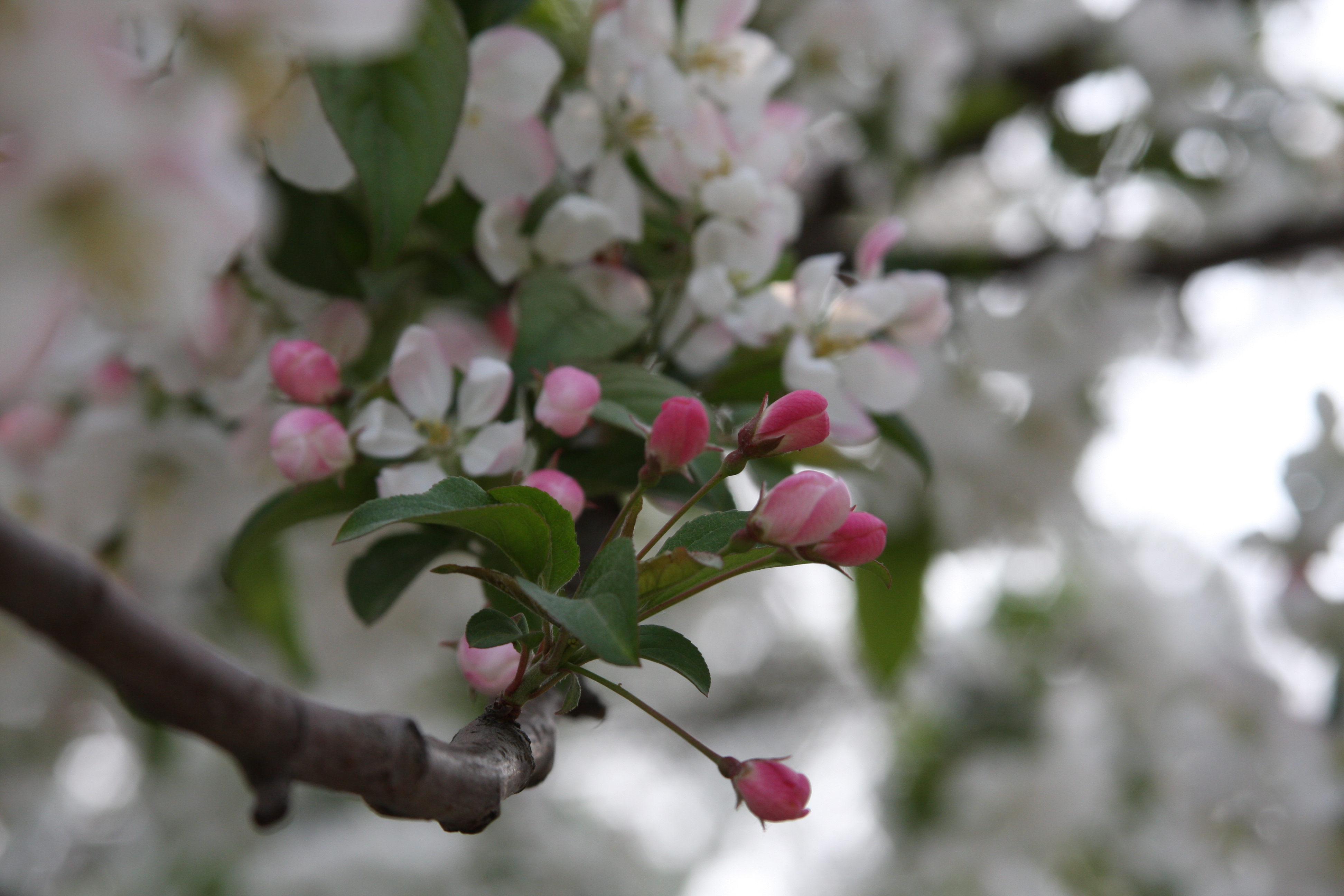
Fleurs de cerisier oriental dans le parc